# David Kaufman

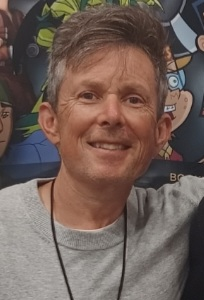
David Kaufman auf einer Convention in Allen, Texas (2023)

David Robert Kaufman (* 23. Juli 1961 in St. Louis, Missouri) ist ein US-amerikanischer Schauspieler und Synchronsprecher.

## Leben
David Kaufman wuchs in seinem Geburtsort Saint Louis (Missouri) auf. Er ist der ältere Bruder von zwei leiblichen und zwei Stiefgeschwistern. Bereits im Kindesalter kam David mit dem Schauspiel in Berührung, als er die Hauptrolle des Santa Claus in einer Weihnachtsaufführung seiner Kindertagesstätte bekam. Während seiner Jugend engagierte er sich in preisgekrönten Theatergruppen für Kinder. Mit 18 Jahren ging er nach Los Angeles, um an der hiesigen University of California (UCLA, Abteilung für Theaterkunst) zu studieren. Anschließend begann sich Kaufman der Arbeit als Schauspieler intensiv zu widmen und erhielt verschiedene Rollen in Serien wie Down to Earth und Dweebs.
Später war er rund 20 Jahre lang Mitglied des von Kritikern gefeierten West Coast Ensembles. In dieser Zeit sammelte der Schauspieler umfangreiche Bühnenerfahrung, mit Rollen wie Paul Palmer in James Duff’s A Quarrel of Sparrows (The Court Theatre, Los Angeles) oder Stewie in der Premiere von Richard Greenberg’s Night and Her Stars (South Coast Repertory).
Als Sprecher für jugendliche Charaktere machte sich Kaufman einen Namen in der Synchronbranche. Bekannt wurde er vor allem als Stimme von Danny Phantom (Danny Fenton) in der gleichnamigen Serie von Nickelodeon.
Der Schauspieler ist seit dem 30. Juni 1990 mit seiner Frau Lisa Picotte verheiratet. Ihre gemeinsamen Kinder, Grace und Henry Kaufman, sind ebenfalls als Schauspieler tätig.
Zusammen mit seiner Frau gründete Kaufman den Young Actors Workspace in Los Angeles, ein Schauspielstudio für Nachwuchstalente.

## Filmografie

### Filme
- 1985: Kids Don’t Tell (Fernsehfilm)
- 1985: Mission Cobra... im Kampf für die Gerechtigkeit (Mission Kill)
- 1987: Kids Like These (Fernsehfilm)
- 1988: Wenn der Vater der Direktor ist gibt es Ärger mit den Kindern (A Father’s Homecoming, Fernsehfilm)
- 1989: Brenda’s Combat Boots (Fernsehfilm)
- 1989: Fearstalk – Der Todesstachel (Fear Stalk, Fernsehfilm)
- 1991: Eine Frau ohne Vergangenheit (The Last Prostitute, Fernsehfilm)
- 1991: Rewrite for Murder (Fernsehfilm)
- 1993: Invisible – Die unheimliche Macht (Invisible: The Chronicles of Benjamin Knight)
- 1998: Alien Abduction: Incident in Lake County (Fernsehfilm)
- 1998: Enchanted
- 2000: Intrepid – Helden einer Katastrophe (Intrepid)
- 2001: Pearl Harbor
- 2002: Role of a Lifetime
- 2006: Red Riding Hood – Rotkäppchen kehrt zurück (Red Riding Hood)
- 2008: Prom Night: Eine gute Nacht zum Sterben (Prom Night)

### Serien
- 1982: Gimme a Break! (Fernsehserie, Episode 1x09)
- 1982: Unsere kleine Farm (Little House on the Prairie, Fernsehserie, Episode 8x19)
- 1982: Remington Steele (Fernsehserie, Episode 1x06)
- 1982: Vater Murphy (Father Murphy, Fernsehserie, Episode 2x09)
- 1983: General Hospital (Fernsehserie, Episode vom 8. Juli 1983)
- 1983: Simon & Simon (Fernsehserie, Episode 3x04)
- 1983: Lotterie (Lottery!, Fernsehserie, Episode 1x07)
- 1983: Fantasy Island (Fernsehserie, Episode 7x09)
- 1984–1987: Down to Earth (Fernsehserie, 106 Episoden)
- 1986: The Redd Foxx Show (Fernsehserie, 2 Episoden)
- 1986, 1989: Ein Engel auf Erden (Highway to Heaven, Fernsehserie, 2 Episoden)
- 1987: Harrys wundersames Strafgericht (Night Court, Fernsehserie, Episode 4x20)
- 1989: Freddy’s Nightmares: A Nightmare on Elm Street – Die Serie (Freddy’s Nightmares, Fernsehserie, Episode 2x01)
- 1990: Chaos hoch zehn (Just the Ten of Us, Fernsehserie, Episode 3x15)
- 1990: Der Hogan-Clan (Valerie, Fernsehserie, Episode 6x05)
- 1991: Hallo Schwester! (Nurses, Fernsehserie, Episode 1x03)
- 1991–1993: Matlock (Fernsehserie, 2 Episoden)
- 1995: Überflieger (Wings, Fernsehserie, Episode 6x15)
- 1995: Night Stand (Fernsehserie, Episode 1x34)
- 1995: Dweebs (Fernsehserie, 10 Episoden)
- 1997: Eine starke Familie (Step by Step, Fernsehserie, Episode 6x19)
- 1997: Die Schattenkrieger (Soldier of Fortune, Inc., Fernsehserie, Episode 1x05)
- 1998: From the Earth to the Moon (Miniserie, Episode 1x08)
- 1999: Ein Hauch von Himmel (Touched by an Angel, Fernsehserie, Episode 6x03)
- 2000: The West Wing – Im Zentrum der Macht (The West Wing, Fernsehserie, Episode 2x06)
- 2000: Hollywood Off-Ramp (Fernsehserie, Episode Along Came a Spider)
- 2000: CSI: Vegas (Fernsehserie, Episode 1x09)
- 2001: Citizen Baines (Fernsehserie, 2 Episoden)
- 2002: Presidio Med (Fernsehserie, 7 Episoden)
- 2004: Emergency Room: Die Notaufnahme (ER: Emergency Room, Fernsehserie, 2 Episoden)
- 2004: Stargate: Kommando SG-1 (Stargate SG-1, Fernsehserie, Episode 8x04)
- 2004: Boston Legal (Fernsehserie, Episode 1x04)
- 2005: The Closer (Fernsehserie, Episode 1x06)
- 2007: The Class (Fernsehserie, Episode 1x16)
- 2009: Trust Me (Fernsehserie, Episoden unbekannt)
- 2009: Lie to Me (Fernsehserie, Episode 2x03)
- 2011–2012: The Mentalist (Fernsehserie, 2 Episoden)
- 2014: Rizzoli & Isles (Fernsehserie, Episode 5x01)
- 2018: Hawaii Five-0 (Fernsehserie, Episode 8x22)
- 2018: 9-1-1: Notruf L.A. (9-1-1, Fernsehserie, Episode 2x07)
- 2021: Good Girls (Fernsehserie, Episode 4x08)

## Synchronrollen

### Filme
- 1996: Superman: The Last Son of Krypton (Fernsehfilm) … als Jimmy Olsen
- 1999: Dexter’s Laboratory: Ego Trip (Fernsehfilm) … als Beau
- 2000: Tom Sawyer … als verschiedene Stimmen
- 2006: My Stupid Cat (Fernsehfilm) … als Leonard
- 2017: The Fairly Odd Phantom (Kurzfilm) … als Danny Fenton / Danny Phantom

### Serien
- 1991–1992: Zurück in die Zukunft (Back to the Future, Fernsehserie, 26 Episoden) … als Martin Seamus „Marty“ McFly
- 1994: Animaniacs (Fernsehserie, Episode 2x02) … als Steven, die Seemöve
- 1995–1997: Freakazoid! (Fernsehserie, 9 Episoden) … als Dexter Douglas
- 1996–2000: Superman (Fernsehserie, 26 Episoden) … als Jimmy Olsen
- 1998: Alle Hunde kommen in den Himmel (All Dogs Go to Heaven: The Series, Fernsehserie, 14 Episoden) … als verschiedene Stimmen
- 1999: Rocket Power (Fernsehserie, Episode 1x08) … als Kameramann
- 2000: God, the Devil and Bob (Fernsehserie, Episode 1x03) … als unbekannt
- 2003: Stuart Little (Fernsehserie, 13 Episoden) … als Stuart Little
- 2003: Die Liga der Gerechten (Justice League, Fernsehserie, 2 Episoden) … als Jimmy Olsen
- 2003–2007: Danny Phantom (Fernsehserie, 49 Episoden) … als Danny Fenton / Danny Phantom, Walla, Nate und weitere Stimmen
- 2005–2006: Maggie (The Buzz on Maggie, Fernsehserie, 18 Episoden) … als Aldrin
- 2009: Star Wars: The Clone Wars (Fernsehserie, Episode 1x18) … als Jaybo Hood
- 2012: Die Avengers – Die mächtigsten Helden der Welt (The Avengers: Earth's Mightiest Heroes, Fernsehserie, 2 Episoden) … als Johnny Storm / Menschliche Fackel
- 2013–2017: Doc McStuffins, Spielzeugärztin (Doc McStuffins, 6 Episoden) … als Wilbur, Sproingo Boingo und Theo
- 2014: Die Legende von Korra (The Legend of Korra, Episoden 3x10) … als Arik
- 2015–2018: Goldie & Bär (Goldie and Bear, Fernsehserie, 17 Episoden) … als Brix, Jack Bohnenranke und Jack

### Videospiele
- 1999: Superman … als Jimmy Olsen
- 2002: Stuart Little 2 … als Stuart Little
- 2002: Superman: Shadow of Apokolips … als Jimmy Olsen
- 2002: Hot Wheels: Velocity X … als Max Justice und Nitro
- 2004: Nicktoons Basketball … als Danny Phantom
- 2004: Nicktoons Movin’ Eye Toy … als Danny Phantom
- 2004: EverQuest II … als unbekannt
- 2005: Danny Phantom: The Ultimate Enemy … als Danny Fenton / Danny Phantom
- 2005: EverQuest II: Desert of Flames … als unbekannt
- 2005: Ultimate Spider-Man … als Johnny Storm / Menschliche Fackel
- 2005: Deepo’s Undersea 3D Wondershow … als Deepo
- 2005: SpongeBob Schwammkopf und seine Freunde: Durch Dick and Dünn! (Nicktoons: Unite!) … als Danny Phantom
- 2006: Superman: Brainiac Attacks … als Jimmy Olsen
- 2006: SpongeBob Schwammkopf und seine Freunde: Schlacht um die Vulkaninsel (Nicktoons: Battle for Volcano Island) … als Danny Phantom
- 2007: SpongeBob Schwammkopf und seine Freunde: Angriff der Spielzeugroboter (Nicktoons: Attack of the Toybots) … als Danny Phantom
- 2008: SpongeBob Squarepants featuring Nicktoons: Globs of Doom … als Danny Phantom
- 2009: Marvel: Ultimate Alliance 2 … als Menschliche Fackel
- 2011: Green Lantern: Emerald Knights … als Rubyn
- 2011: Resistance 3 … als Alex und Aufseher #3
- 2012: Justice League: Doom … als Jimmy Olsen
- 2012: Superman vs. The Elite … als Jimmy Olsen
- 2012: Halo 4 … als verschiedene Stimmen
- 2014: Broken Age … als Marek
- 2017: Horizon Zero Dawn … als verschiedene Stimmen
- 2021: Nickelodeon All-Star Brawl … als Danny Phantom
- 2022: Nickelodeon Extreme Tennis … als Danny Phantom
- 2022: Nickelodeon Kart Racers 3: Slime Speedway … als Danny Phantom
- 2023: Nickelodeon All-Star Brawl 2 … als Danny Phantom